# Raix
Raix est une commune du Sud-Ouest de la France située dans le département de la Charente, en région Nouvelle-Aquitaine.
Ses habitants sont les Raixois et les Raixoises.

## Géographie

### Localisation et accès
Raix est une commune du Nord Charente située 3 km au sud-est de Villefagnan et 39 km au nord d'Angoulême.
Le bourg de Raix est aussi à 2 km au nord-ouest de Courcôme, 7 km au sud-ouest de Ruffec, 14 km au nord-est d'Aigre et 15 km au nord de Mansle.
La route principale traversant la commune et desservant le bourg est la D27, route de Villefagnan à Courcôme et Chasseneuil. Cette route rejoint aussi, au bout de 10 km, la N.10 en direction d'Angoulême et Bordeaux. La D 740, entre Niort et Confolens par Villefagnan et Ruffec, traverse le nord de la commune, mais la D 182 dessert le bourg en direction de Ruffec et permet d'y rattraper la N 10 en direction de Poitiers et Paris.
La gare la plus proche est celle de Ruffec, desservie par des TER et TGV à destination d'Angoulême, Poitiers, Paris et Bordeaux.
La LGV Sud Europe Atlantique traverse le territoire de la commune depuis 2017.

### Hameaux et lieux-dits
La commune ne comporte qu'un seul hameau, la Groge, situé au nord du bourg.

### Communes limitrophes
|             |      | La Faye  |
| Villefagnan | Raix |          |
|             |      | Courcôme |

### Géologie et relief
Géologiquement, la commune est dans le calcaire du Jurassique du Bassin aquitain, comme tout le Nord-Charente. Plus particulièrement, le Callovien occupe le tiers nord-est de la commune et l'Oxfordien les deux tiers sud-ouest. Le sol est un calcaire marno-argileux. Des grèzes ou groies du Quaternaire couvrent une petite zone à l'est,,.
Le relief de la commune est celui d'un plateau légèrement ondulé, d'une altitude moyenne de 130 m. Le point culminant de la commune est à une altitude de 145 m, situé au nord près de la route de Ruffec à Villefagnan. Le point le plus bas est à 89 m, situé à l'exrémité sud. Le bourg est à 130 m d'altitude.

### Hydrographie
La commune est située dans le bassin versant de la Charente au sein du Bassin Adour-Garonne. Aucun cours d'eau permanent n'est répertorié sur la commune,.
Aucun cours d'eau ne traverse la commune.
Raix est dans le bassin versant de la Charente, plus précisément de celui du Bief qui traverse Courcôme et se jette à Luxé.

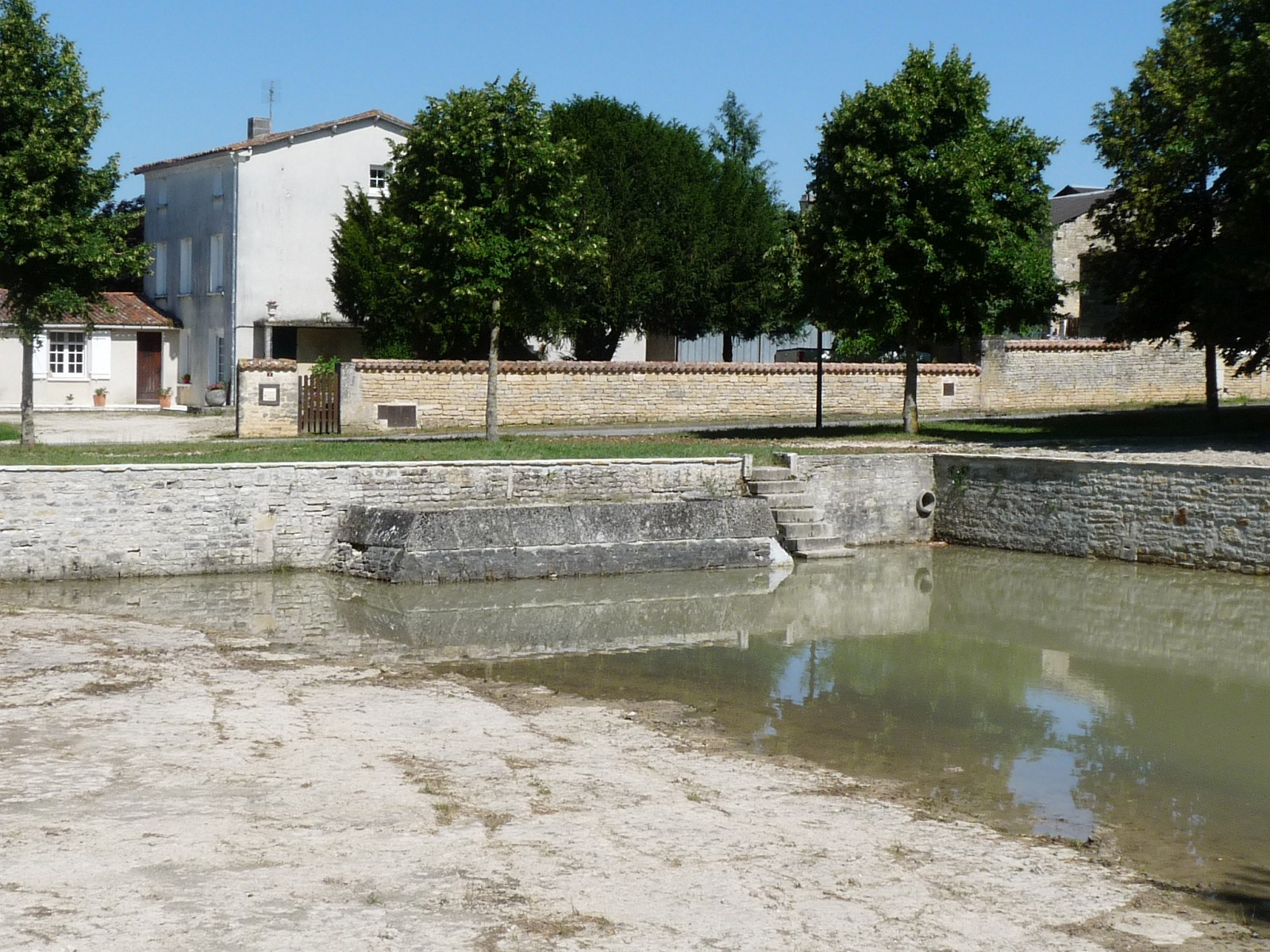
La mare, au bourg
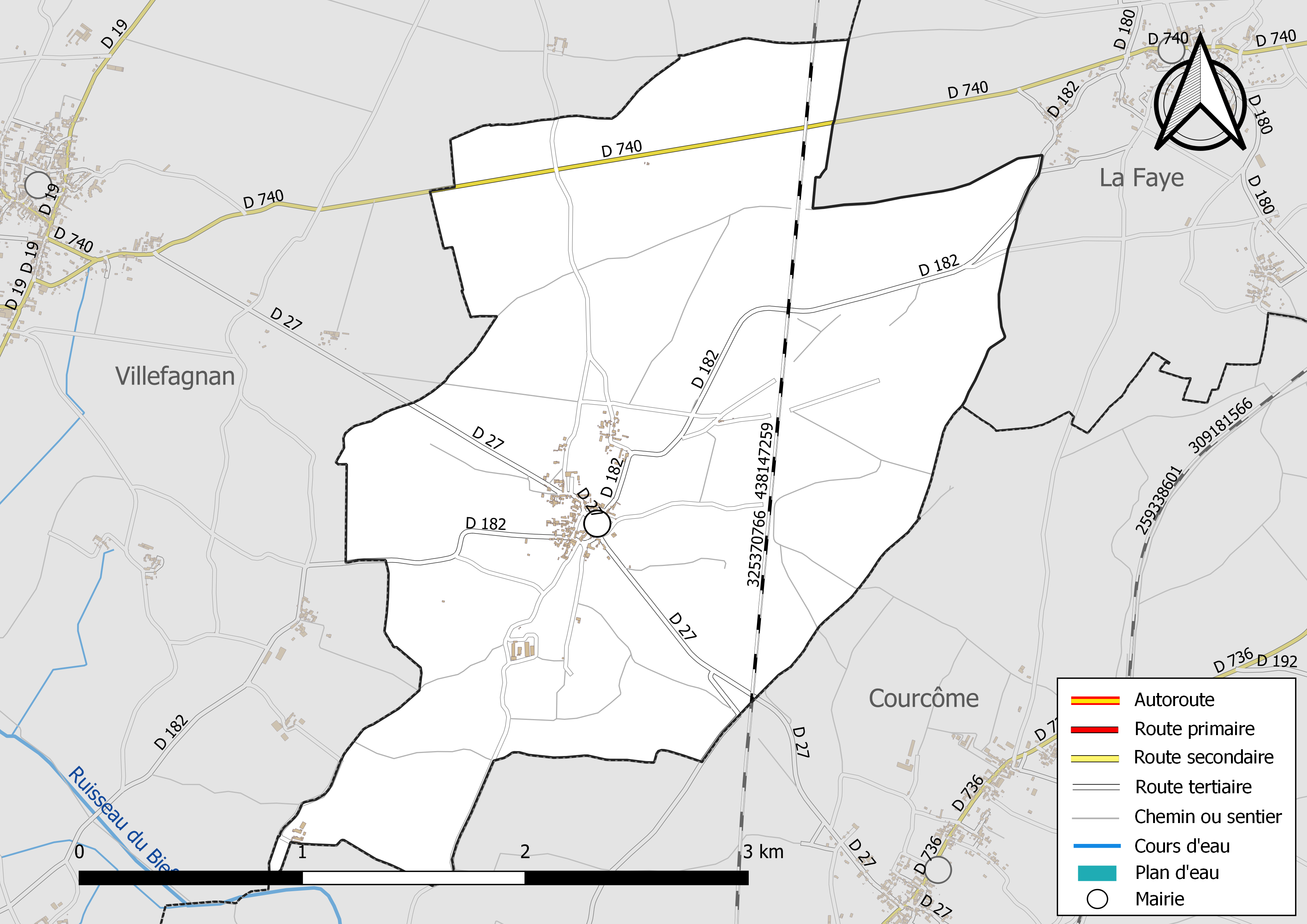
Réseaux hydrographique et routier de Raix

### Climat
Comme dans une grande partie du département, le climat est océanique aquitain, légèrement dégradé au nord du département.

## Urbanisme

### Typologie
Au 1er janvier 2024, Raix est catégorisée commune rurale à habitat dispersé, selon la nouvelle grille communale de densité à 7 niveaux définie par l'Insee en 2022.
Elle est située hors unité urbaine. Par ailleurs la commune fait partie de l'aire d'attraction de Ruffec, dont elle est une commune de la couronne,. Cette aire, qui regroupe 30 communes, est catégorisée dans les aires de moins de 50 000 habitants,.

### Occupation des sols
L'occupation des sols de la commune, telle qu'elle ressort de la base de données européenne d’occupation biophysique des sols Corine Land Cover (CLC), est marquée par l'importance des territoires agricoles (78,4 % en 2018), une proportion sensiblement équivalente à celle de 1990 (78,3 %). La répartition détaillée en 2018 est la suivante : terres arables (72,7 %), forêts (17,5 %), zones agricoles hétérogènes (5,7 %), zones urbanisées (4 %). L'évolution de l’occupation des sols de la commune et de ses infrastructures peut être observée sur les différentes représentations cartographiques du territoire : la carte de Cassini (XVIIIe siècle), la carte d'état-major (1820-1866) et les cartes ou photos aériennes de l'IGN pour la période actuelle (1950 à aujourd'hui).

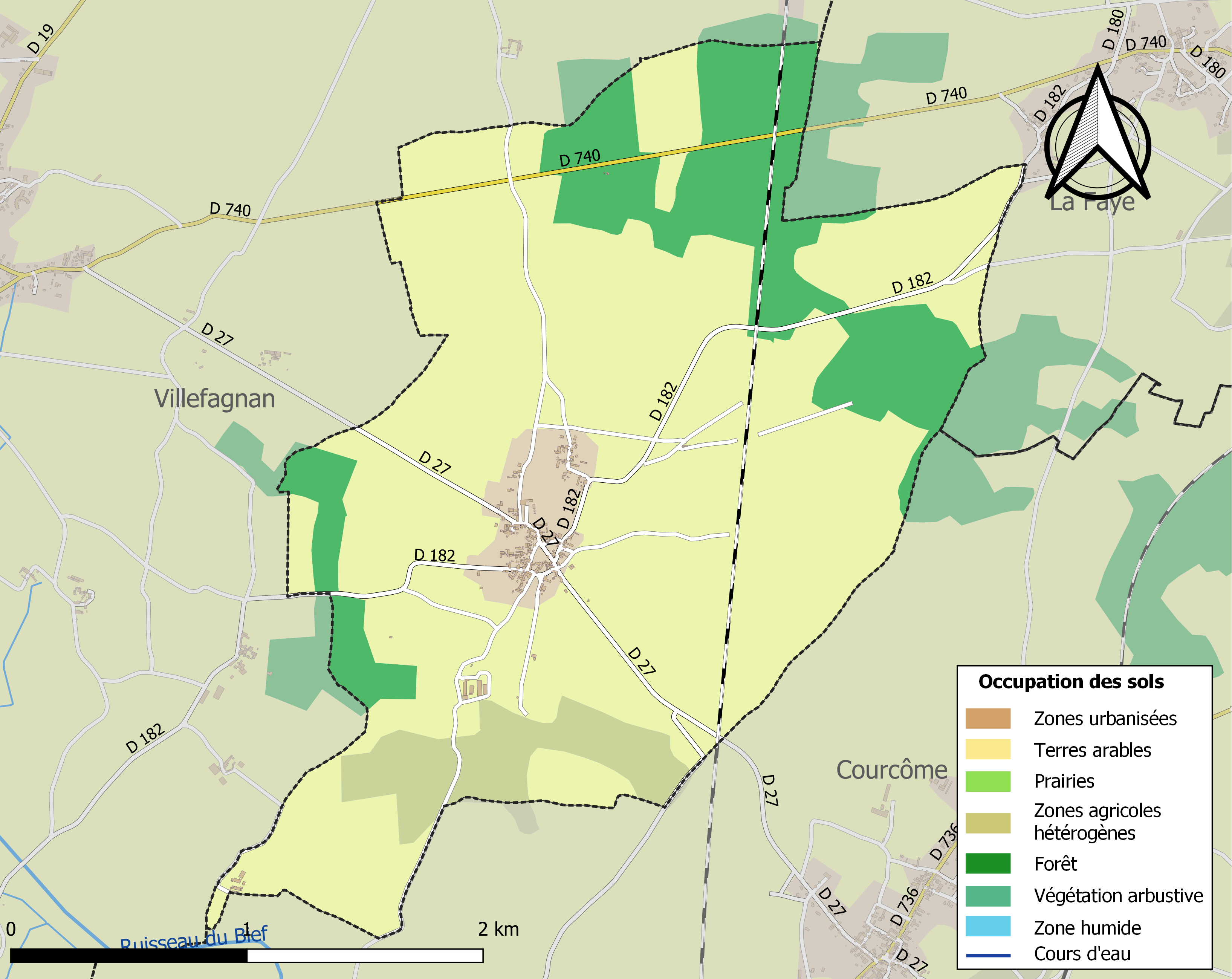
Carte des infrastructures et de l'occupation des sols de la commune en 2018 (CLC).

### Risques majeurs
Le territoire de la commune de Raix est vulnérable à différents aléas naturels : météorologiques (tempête, orage, neige, grand froid, canicule ou sécheresse) et séisme (sismicité modérée). Il est également exposé à un risque technologique, le transport de matières dangereuses. Un site publié par le BRGM permet d'évaluer simplement et rapidement les risques d'un bien localisé soit par son adresse soit par le numéro de sa parcelle.

#### Risques naturels

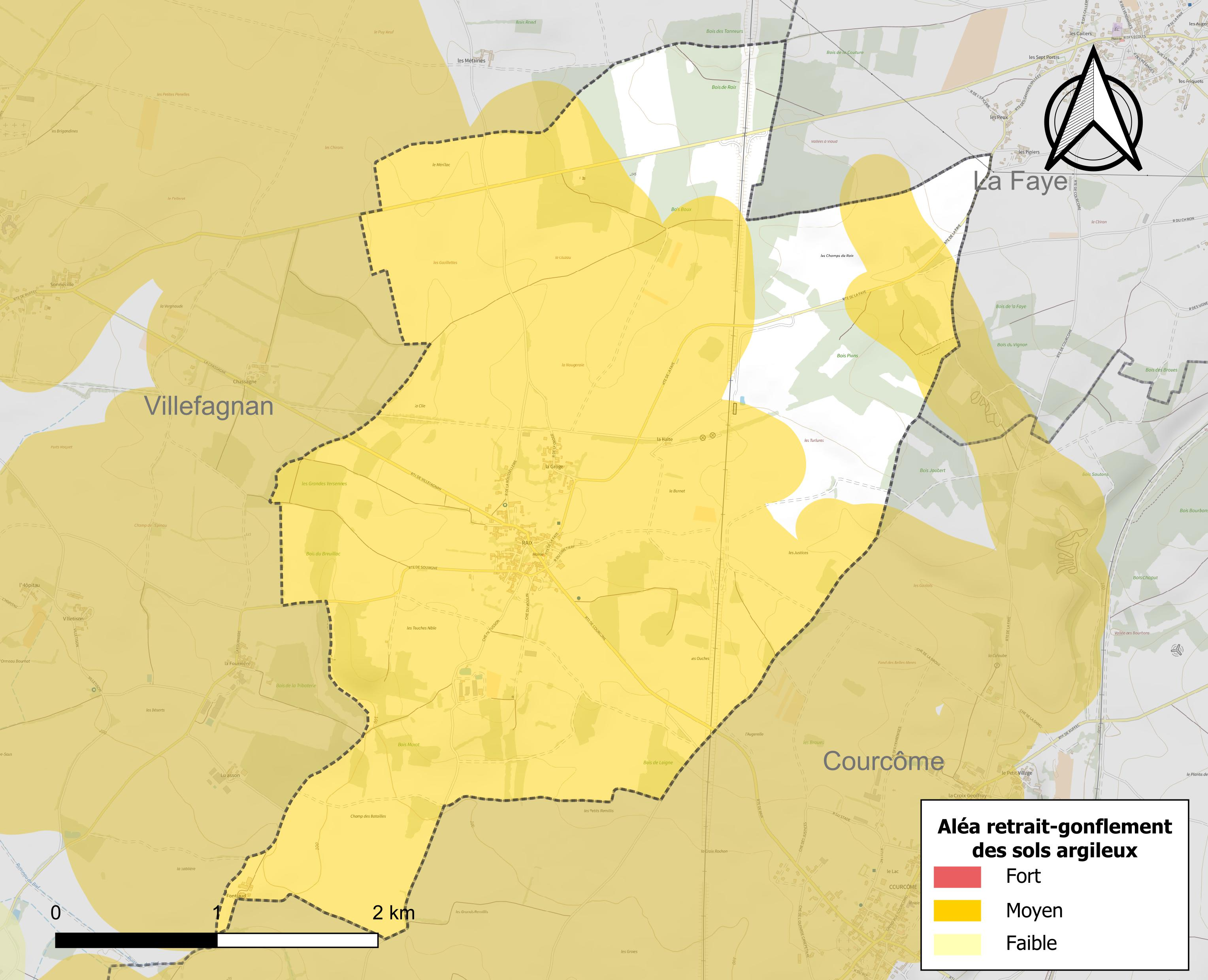
Carte des zones d'aléa retrait-gonflement des sols argileux de Raix.

Le retrait-gonflement des sols argileux est susceptible d'engendrer des dommages importants aux bâtiments en cas d’alternance de périodes de sécheresse et de pluie. 82,6 % de la superficie communale est en aléa moyen ou fort (67,4 % au niveau départemental et 48,5 % au niveau national). Sur les 97 bâtiments dénombrés sur la commune en 2019, 97 sont en aléa moyen ou fort, soit 100 %, à comparer aux 81 % au niveau départemental et 54 % au niveau national. Une cartographie de l'exposition du territoire national au retrait gonflement des sols argileux est disponible sur le site du BRGM,.
Par ailleurs, afin de mieux appréhender le risque d’affaissement de terrain, l'inventaire national des cavités souterraines permet de localiser celles situées sur la commune.
La commune a été reconnue en état de catastrophe naturelle au titre des dommages causés par les inondations et coulées de boue survenues en 1982 et 1999. Concernant les mouvements de terrains, la commune a été reconnue en état de catastrophe naturelle au titre des dommages causés par des mouvements de terrain en 1999.

#### Risques technologiques
Le risque de transport de matières dangereuses sur la commune est lié à sa traversée par une ou des infrastructures routières ou ferroviaires importantes ou la présence d'une canalisation de transport d'hydrocarbures. Un accident se produisant sur de telles infrastructures est susceptible d’avoir des effets graves sur les biens, les personnes ou l'environnement, selon la nature du matériau transporté. Des dispositions d’urbanisme peuvent être préconisées en conséquence.

## Toponymie
Les formes anciennes sont Rufegium Castellum en 1110, Ratiaco, Razaio, Reys en 1280, Rays, de Regibus au XVIe siècle.
La première forme ancienne évoque un nom de personne latin Rufegius, dérivé de Rufus, ce qui signifie « château de Rufegius ». D'après A.Dauzat et les formes anciennes suivantes, l'origine du nom de Raix remonterait à un second nom de personne latin Ratius.
La commune est créée Raix en 1793; elle a été orthographiée Reux en 1801. Sur la carte de Cassini (XVIIIe siècle) et la carte d'État-Major (XIXe siècle), la commune est orthographiée Raix.

## Histoire
L'antiquité a laissé quelques vestiges. Près de Fontiaud, un tumulus détruit par labour a livré des fragments de vases du Néolithique : civilisations de Peu-Richard et d'Artenac. À l'ouest du moulin de Raix, à la Breuille (bois du Breuillac ?), dans un retranchement rectangulaire, des fragments de vases de La Tène III, trois amphores romaines et des fragments de céramique ont été trouvés. L'absence de tegulae prouverait qu'il s'agit d'un site gallo-romain primitif.
Le château de Raix est cité dès 1110.
Sous l'Ancien Régime, la châtellenie de Raix qui comprenait la paroisse de Raix et une partie de celle de Villefagnan appartenait au seigneur de Raix qui avait droit de haute justice[réf. nécessaire].
Raix était une seigneurie qui dépendait du marquisat de Ruffec, et qui, aux XVIIe et XVIIIe siècles, faisait partie des biens de la famille Le Musnier. En 1696, la terre de Raix fut saisie à défaut d'hommage par Louis de Rouvroy, duc de Saint-Simon, marquis de Ruffec, qui était l'auteur des Mémoires.
Le plus connu des seigneurs de Raix est le dernier, Louis Le Musnier, seigneur de Raix et de Rouffignac, baron de Blanzac, plus connu sous le nom de Monsieur de Raix. Le 18 mars 1789, il présida l'assemblée du tiers état qui se tenait à Angoulême pour l'élection des députés de cet ordre aux États généraux.
Au début du XXe siècle, les foires se tenaient au bourg de Raix le 17 de chaque mois. On y vendait principalement des chevaux.
Pendant la première moitié du XXe siècle, la commune était desservie par la ligne de Ruffec à Niort. La gare était à Villefagnan, mais une halte existait près du bourg.

## Politique et administration

### Liste des maires

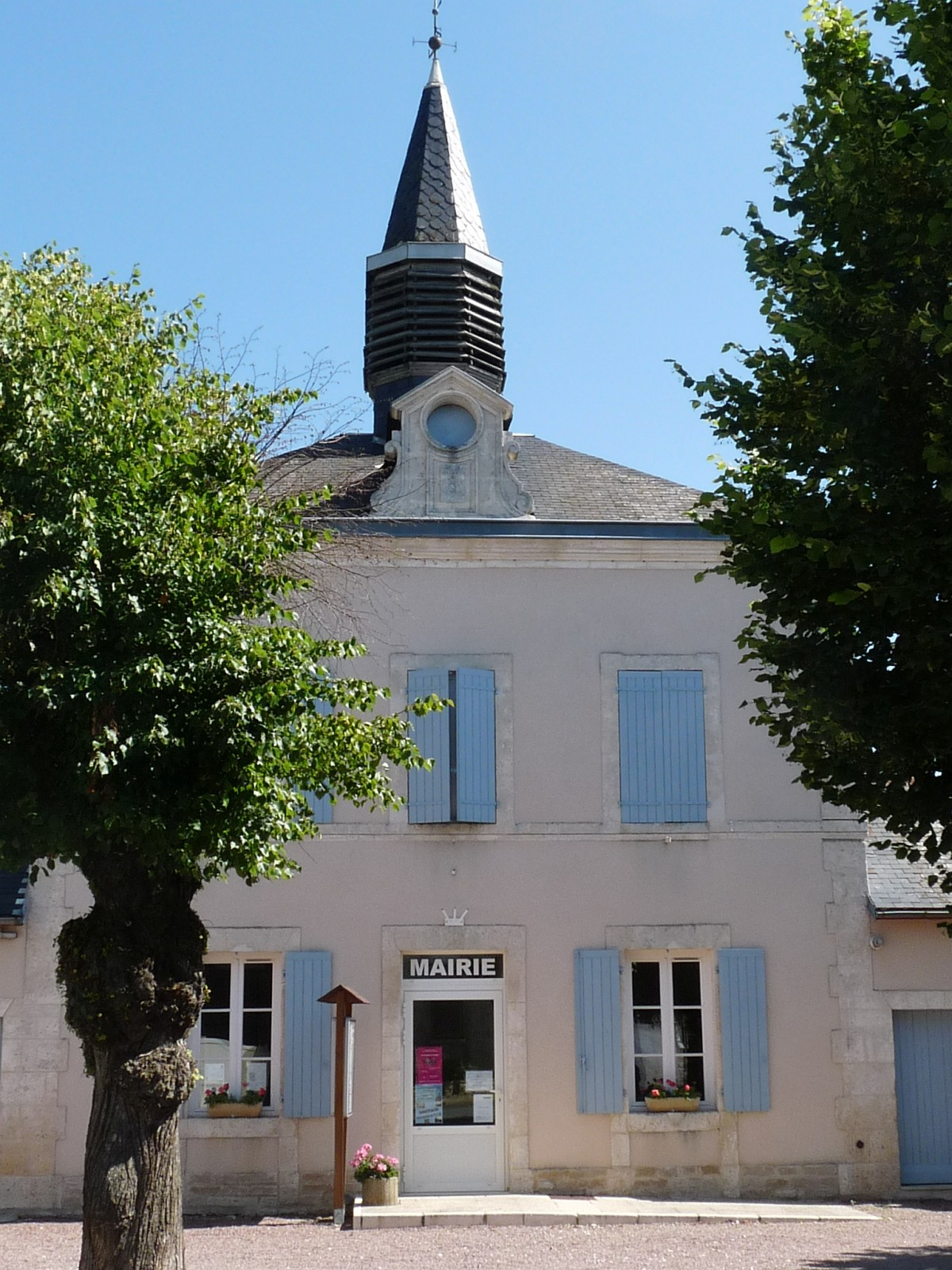
La mairie.

| Période                                  | Période  | Identité         | Étiquette | Qualité    |
| ---------------------------------------- | -------- | ---------------- | --------- | ---------- |
| Les données manquantes sont à compléter. |          |                  |           |            |
| avant 1995                               | ?        | Robert Partaux   | PS        |            |
| depuis 2001                              | En cours | Joël Lassoudière | SE        | Technicien |

### Politique environnementale
Dans son palmarès 2024, le Conseil national de villes et villages fleuris de France a attribué une fleur à la commune.

## Démographie

### Évolution démographique
L'évolution du nombre d'habitants est connue à travers les recensements de la population effectués dans la commune depuis 1793. Pour les communes de moins de 10 000 habitants, une enquête de recensement portant sur toute la population est réalisée tous les cinq ans, les populations de référence des années intermédiaires étant quant à elles estimées par interpolation ou extrapolation. Pour la commune, le premier recensement exhaustif entrant dans le cadre du nouveau dispositif a été réalisé en 2004.

En 2022, la commune comptait 116 habitants, en évolution de −22,15 % par rapport à 2016 (Charente : −0,48 %, France hors Mayotte : +2,11 %).
| 1793 | 1800 | 1806 | 1821 | 1831 | 1841 | 1846 | 1851 | 1856 |
| ---- | ---- | ---- | ---- | ---- | ---- | ---- | ---- | ---- |
| 452  | 435  | 418  | 501  | 432  | 438  | 480  | 465  | 433  |

| 1861 | 1866 | 1872 | 1876 | 1881 | 1886 | 1891 | 1896 | 1901 |
| ---- | ---- | ---- | ---- | ---- | ---- | ---- | ---- | ---- |
| 365  | 382  | 342  | 349  | 387  | 369  | 355  | 309  | 295  |

| 1906 | 1911 | 1921 | 1926 | 1931 | 1936 | 1946 | 1954 | 1962 |
| ---- | ---- | ---- | ---- | ---- | ---- | ---- | ---- | ---- |
| 287  | 290  | 256  | 261  | 245  | 246  | 219  | 234  | 188  |

| 1968 | 1975 | 1982 | 1990 | 1999 | 2004 | 2006 | 2009 | 2014 |
| ---- | ---- | ---- | ---- | ---- | ---- | ---- | ---- | ---- |
| 170  | 171  | 185  | 152  | 150  | 152  | 149  | 150  | 149  |

| 2019 | 2022 | - | - | - | - | - | - | - |
| ---- | ---- | - | - | - | - | - | - | - |
| 124  | 116  | - | - | - | - | - | - | - |

### Pyramide des âges
La population de la commune est relativement âgée.
En 2018, le taux de personnes d'un âge inférieur à 30 ans s'élève à 21,8 %, soit en dessous de la moyenne départementale (30,2 %). À l'inverse, le taux de personnes d'âge supérieur à 60 ans est de 37,1 % la même année, alors qu'il est de 32,3 % au niveau départemental.
En 2018, la commune comptait 62 hommes pour 70 femmes, soit un taux de 53,03 % de femmes, légèrement supérieur au taux départemental (51,59 %).
Les pyramides des âges de la commune et du département s'établissent comme suit.
| Hommes | Classe d’âge | Femmes |
| ------ | ------------ | ------ |
| 3,4    | 90 ou +      | 1,5    |
| 8,6    | 75-89 ans    | 16,7   |
| 22,4   | 60-74 ans    | 21,2   |
| 31,0   | 45-59 ans    | 24,2   |
| 15,5   | 30-44 ans    | 12,1   |
| 12,1   | 15-29 ans    | 9,1    |
| 6,9    | 0-14 ans     | 15,2   |

| Hommes | Classe d’âge | Femmes |
| ------ | ------------ | ------ |
| 1      | 90 ou +      | 2,7    |
| 9,2    | 75-89 ans    | 12     |
| 20,6   | 60-74 ans    | 21,3   |
| 20,7   | 45-59 ans    | 20,3   |
| 16,8   | 30-44 ans    | 16     |
| 15,6   | 15-29 ans    | 13,4   |
| 16,1   | 0-14 ans     | 14,3   |

## Économie

### Agriculture
Raix est une commune agricole.
La viticulture occupe une petite partie de cette activité. La commune est située dans les Bons Bois, dans la zone d'appellation d'origine contrôlée du cognac.

### Commerces
Raix n'a ni commerce ni industrie ni artisanat.

## Équipements, services et vie locale
Ils se trouvent à Villefagnan.

## Lieux et monuments

### Patrimoine religieux
L'église paroissiale Saint-Barthélemy date du XIIe siècle et a été peu modifiée si ce n'est que son fronton a été refait triangulaire alors qu'il s'élevait en mur terminé à l'horizontale. Elle jouxte le château.
Elle est classée monument historique depuis 1913. Son autel sculpté de style néoclassique datant du XVIIIe siècle est inscrit monument historique au titre objet depuis 2004.

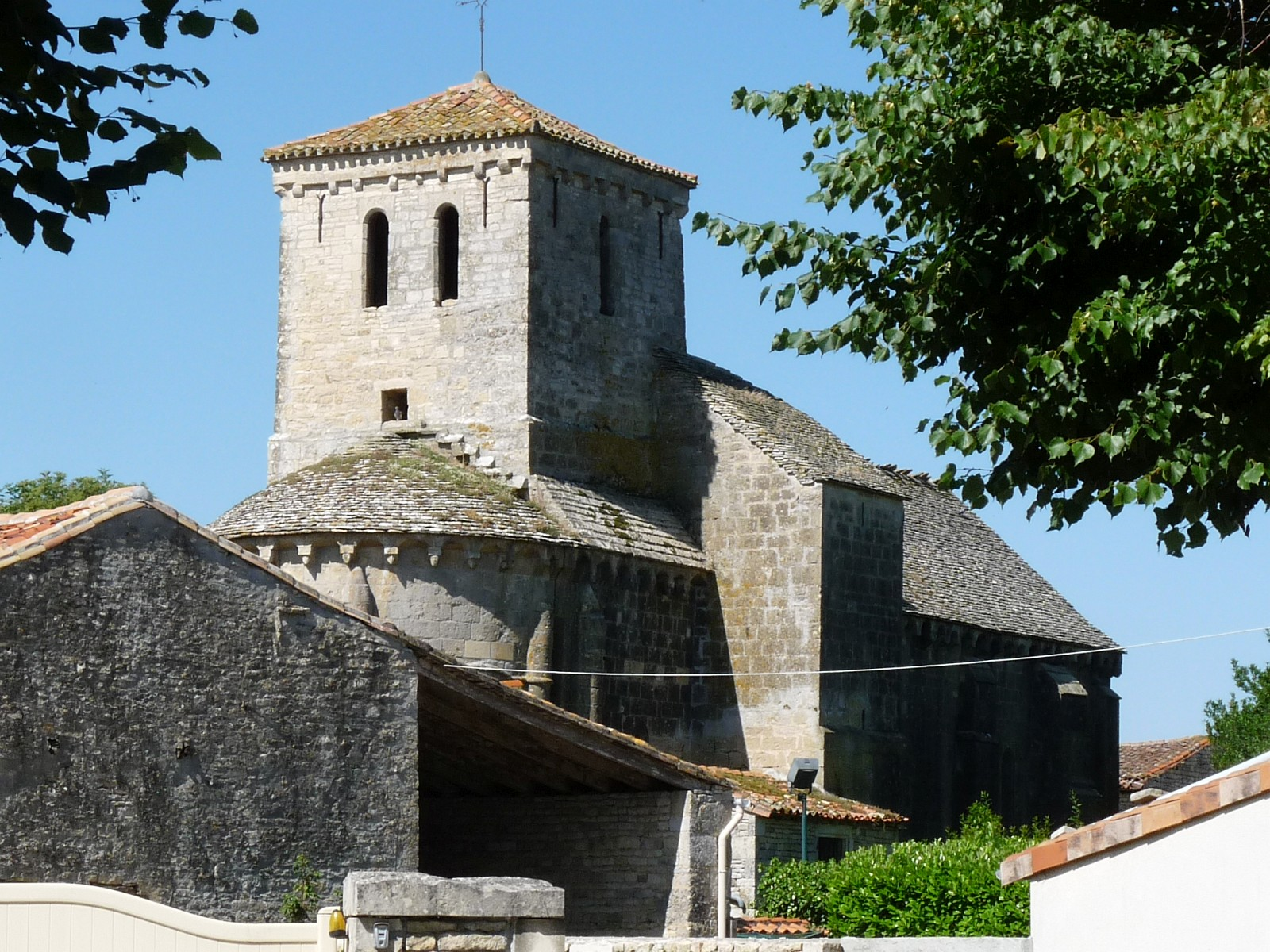
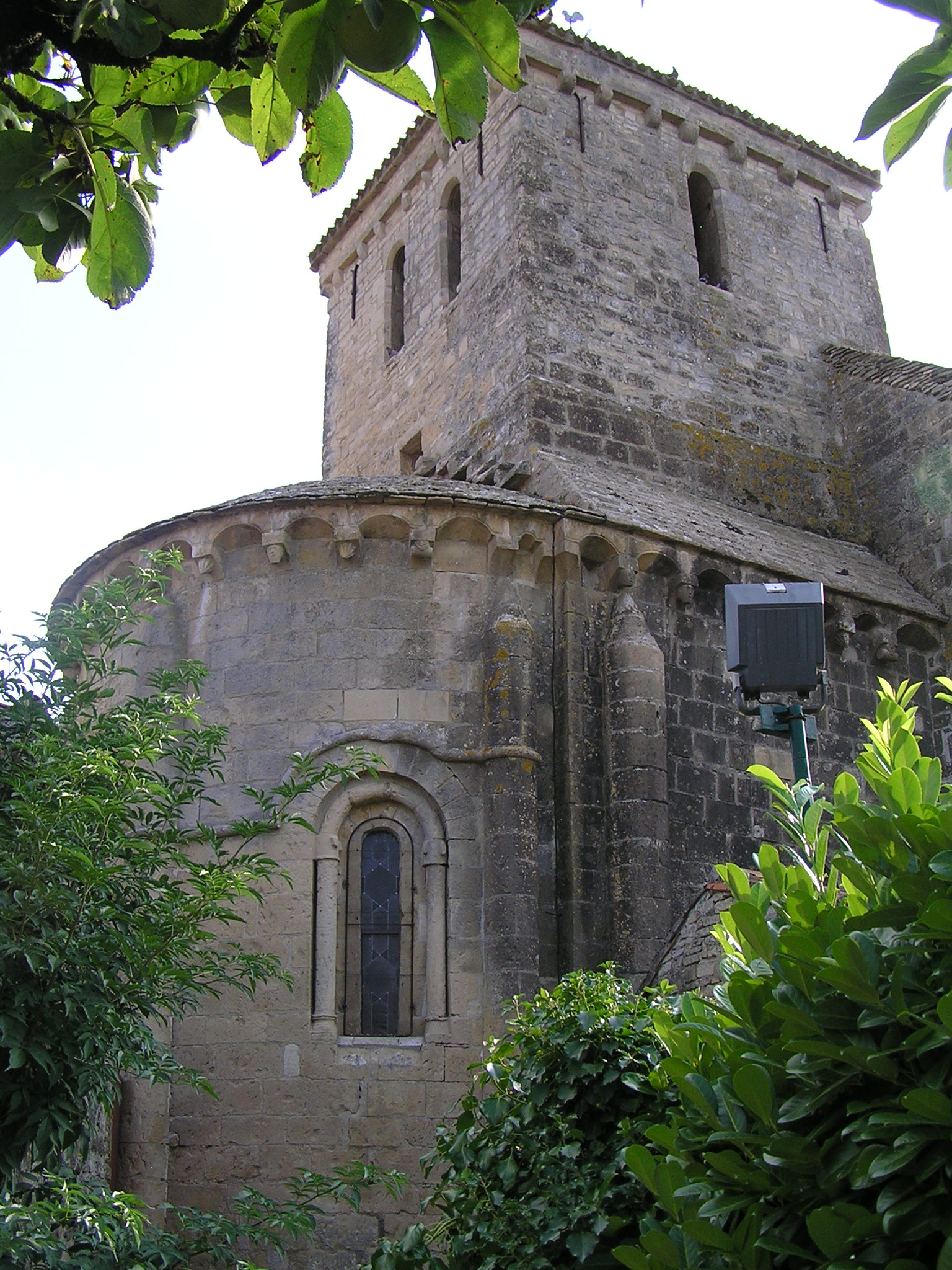
Le clocher et le chevet
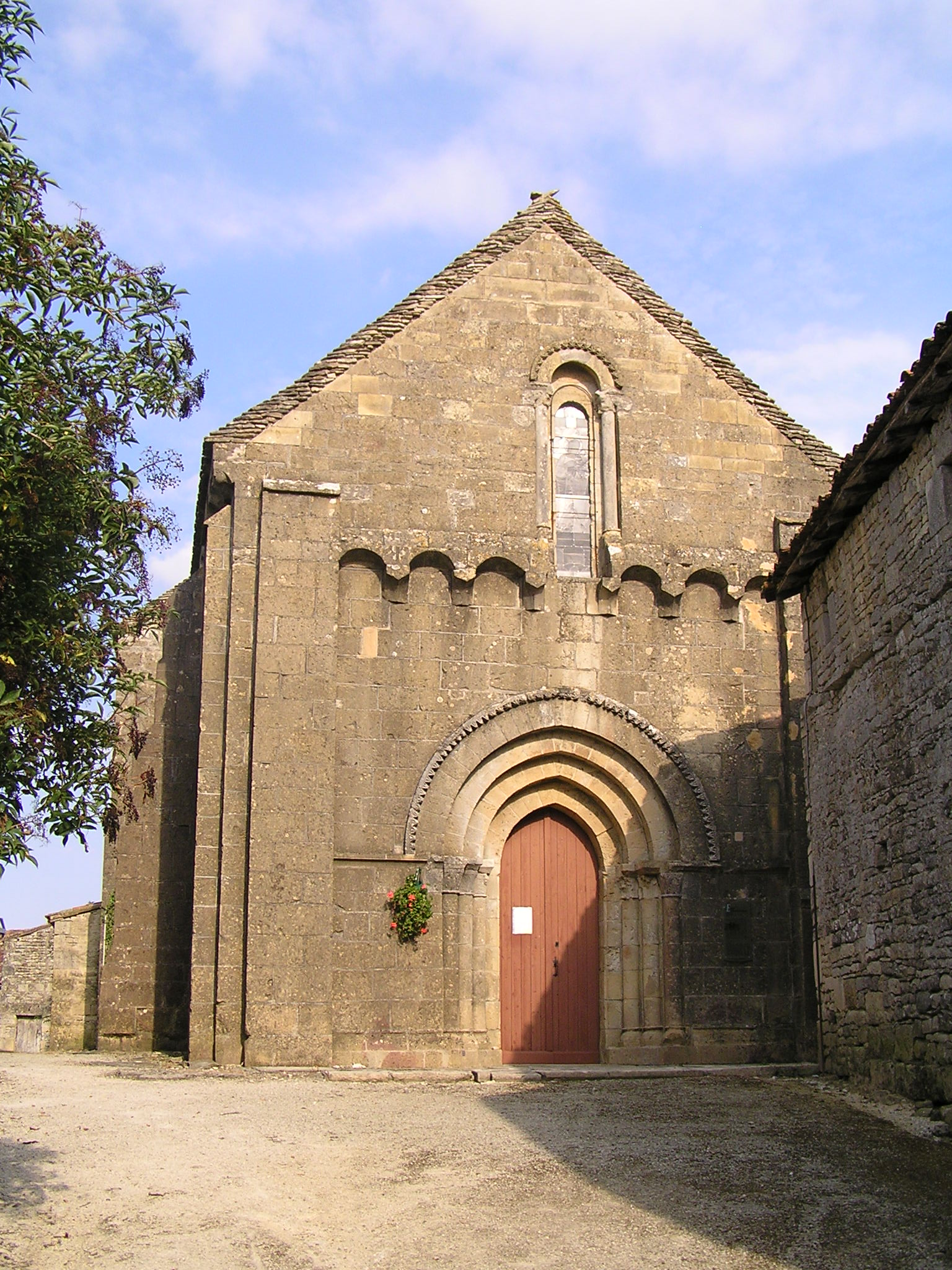
La façade

### Patrimoine civil

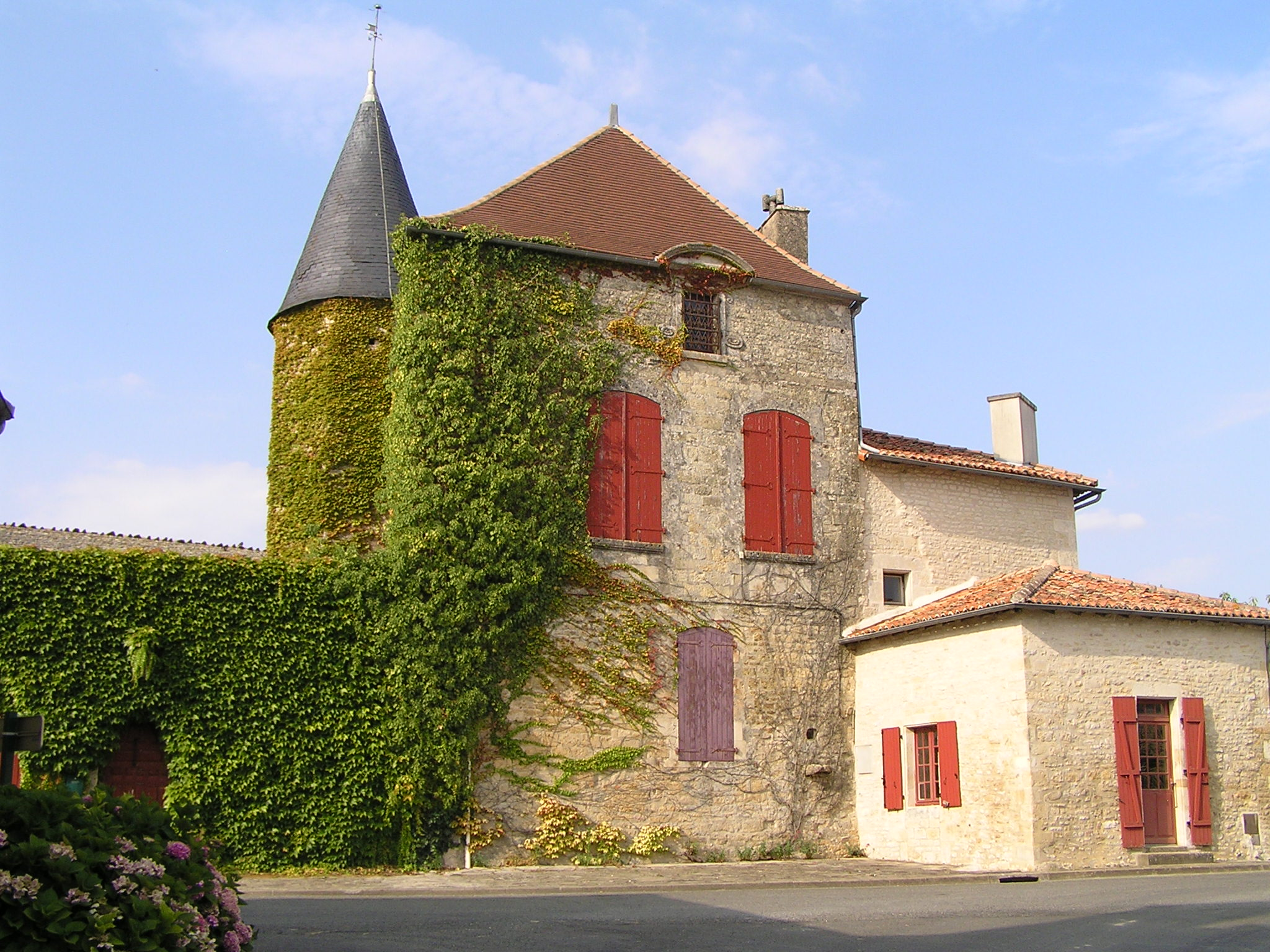
Château de Raix

Le château de Raix, jouxtant l'église, a été très modifié au XVIe siècle. Il possède un corps de logis à toiture à forte pente et une tour d'escalier polygonale en façade, avec toiture en poivrière. Une porte est datée de 1720 période où ont été effectuées des réfections. Le parterre est de buis. Il a appartenu aux de Volvire, aux Tison d'Argence, et aux Le Musnier,.

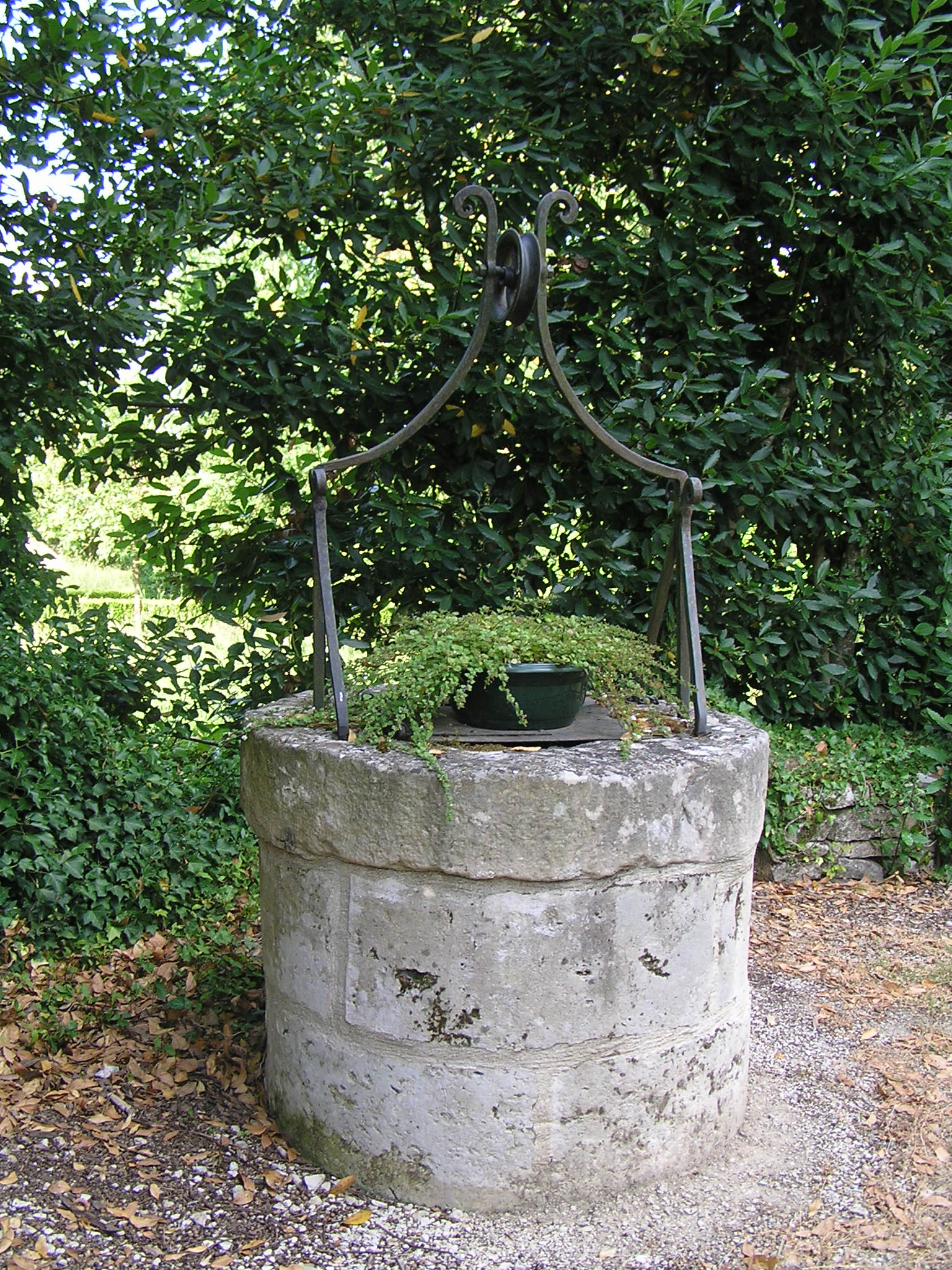
Puits
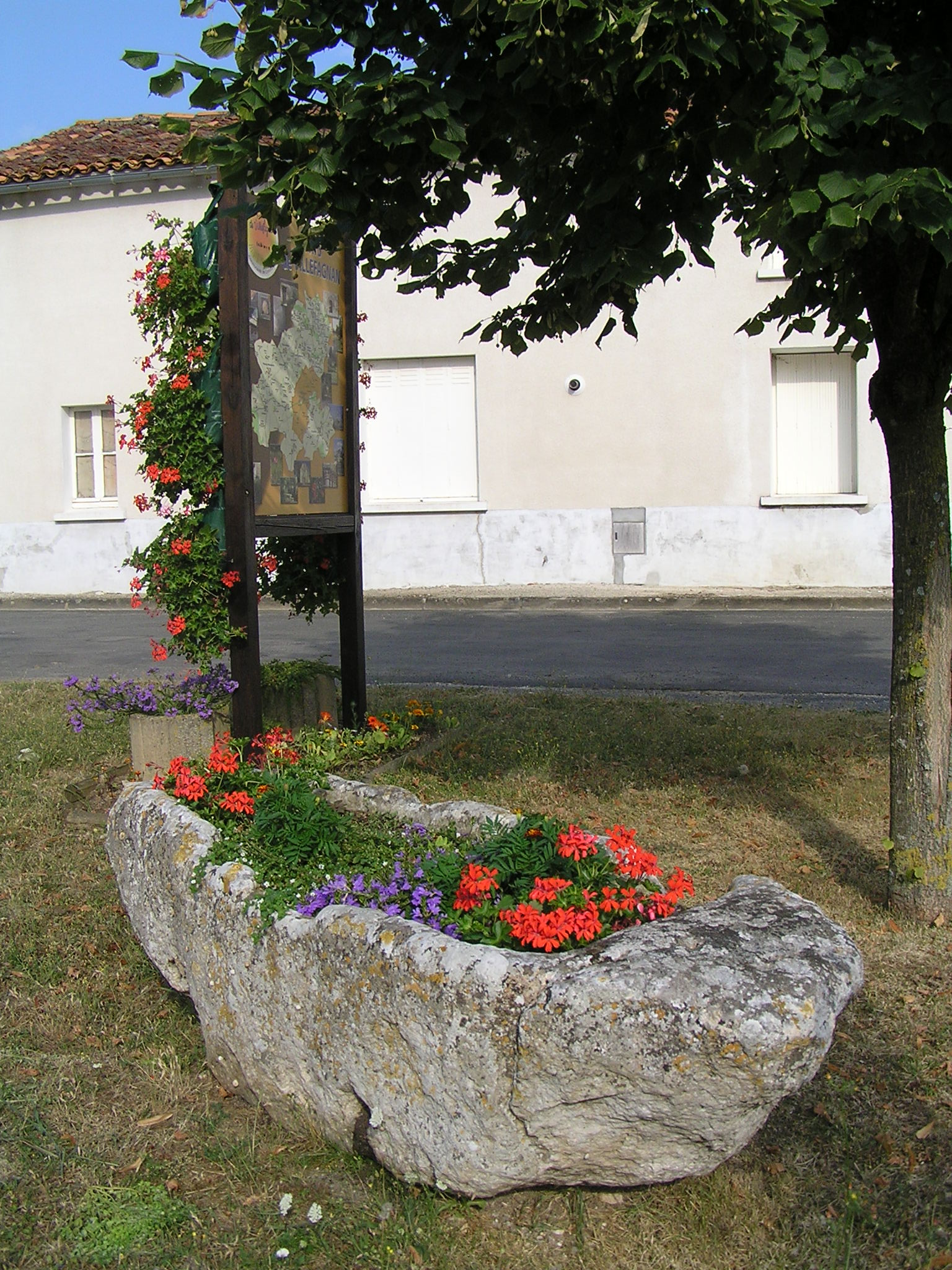
Auge en pierre
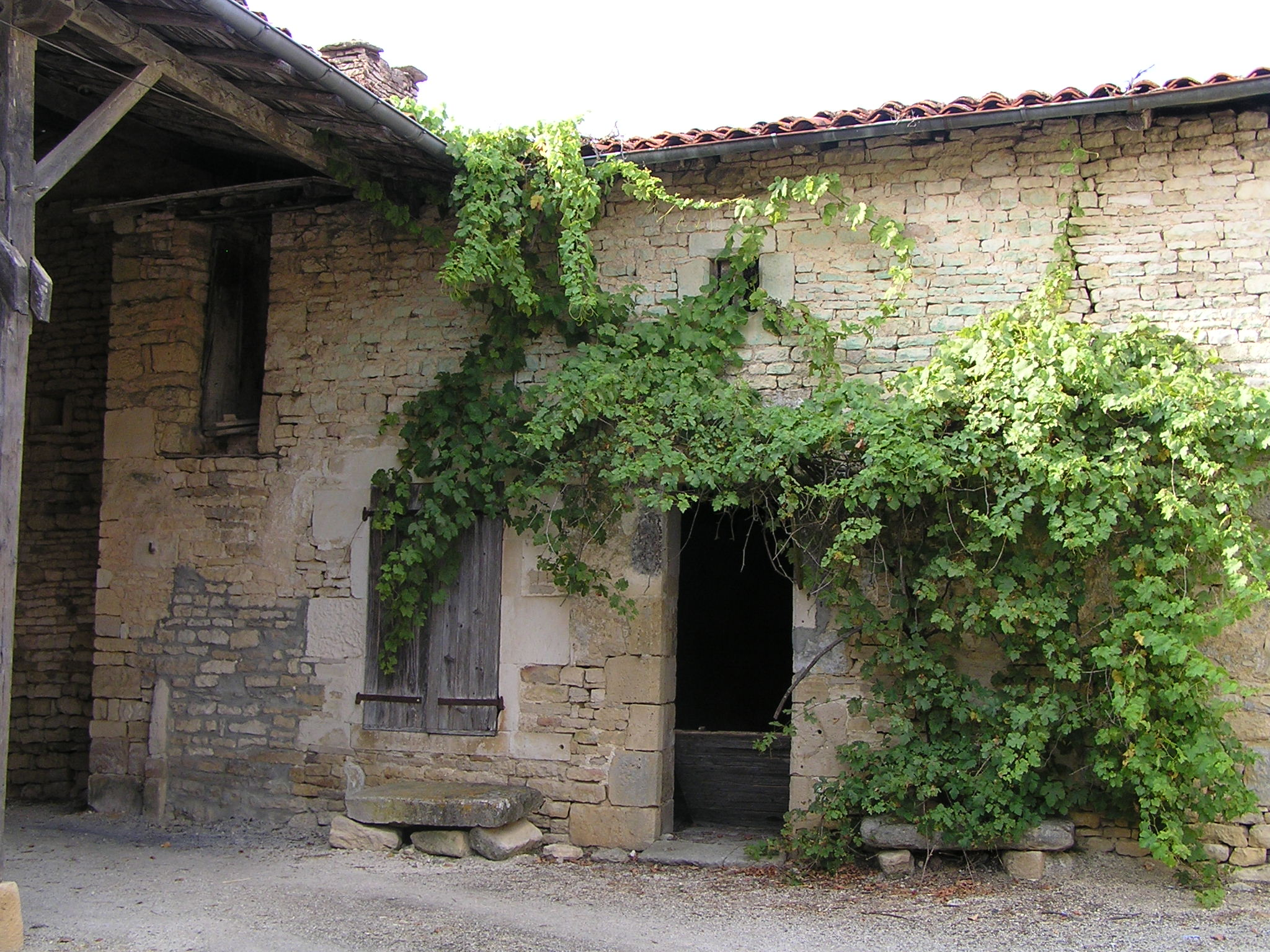
Maison